# بالا بر بیمار

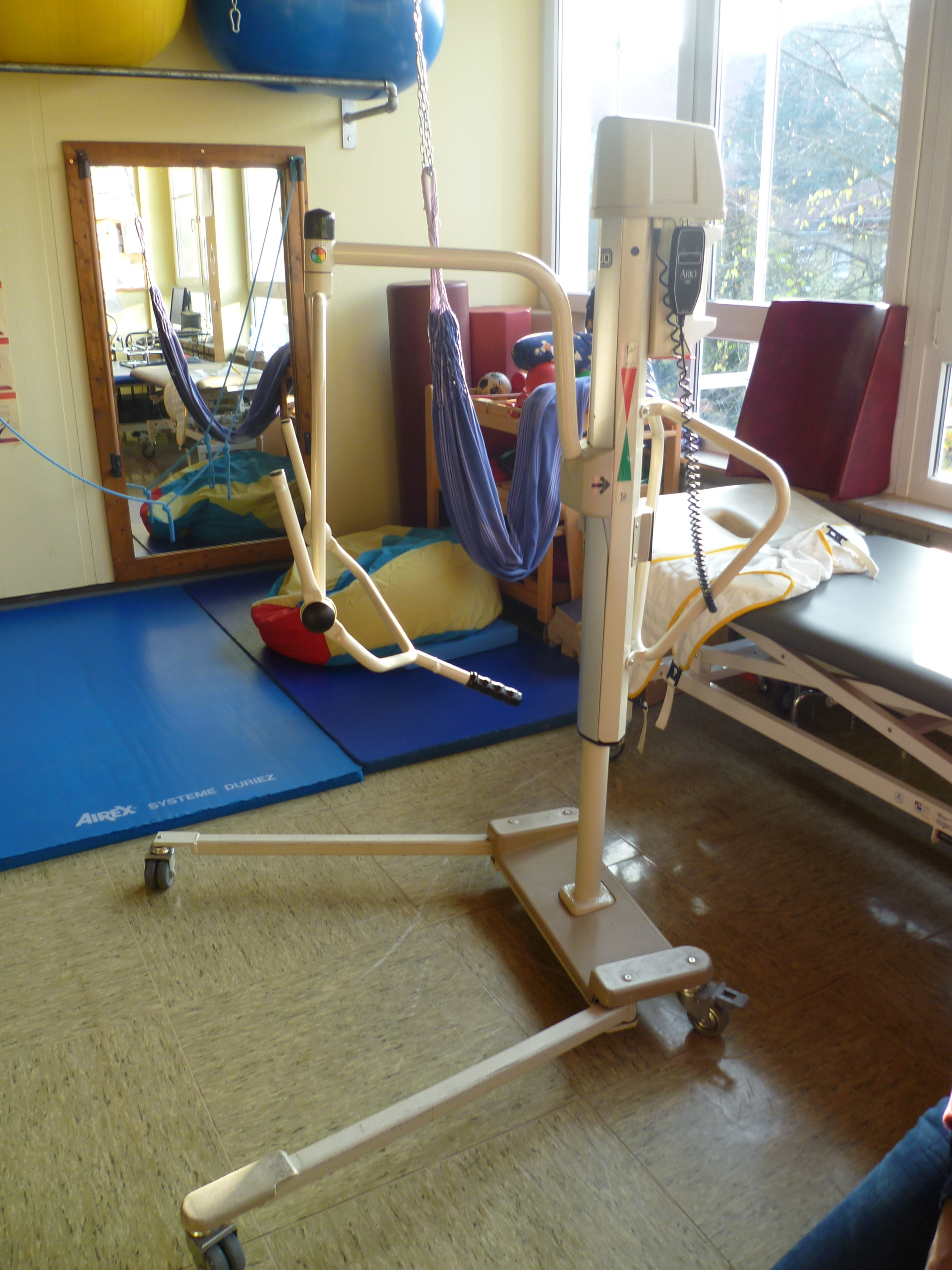
بالابر بیمار

بالابر بیمار (جرالثقیل بیمار، جک بالابر ، بالابر هیدرولیکی) ممکن است یک بالابر جلیقه ایی یا بالابر نشسته-ایستاده باشد. بالا بر بیمار یک وسیله کمکی است که به بیماران بستری در بیمارستان‌ها و خانه‌های سالمندان و افرادی که از خدمات مراقبت در منزل استفاده می‌کنند، اجازه می‌دهد تا با استفاده از نیروی الکتریکی یا هیدرولیکی بین تخت و صندلی یا مکان‌های دیگر  منتقل شوند. بالابرهای جلیقه ایی برای بیمارانی که تحرک آنها محدود است استفاده می‌شود. بالابرهای بیمار جلیقه ایی ممکن از نوع متحرک (کفی، زمینی) یا نوع سقفی (متصل به سقف یا متصل به دیوار یا متصل به سقف با استفاده از ریل) هستند.
استفاده از بالابر جلیقه ایی با مزایای متعددی همراه است. استفاده از بالابر بیمار جابه جایی بیماران سنگین‌وزن را ممکن می‌سازد و در همین حال میزان فشار و صدمه وارده بر فردی که از بیمار مراقبت می‌کند را کاهش می‌دهد، استفاده از بالابر همچنین تعداد پرسنل پرستاری مورد نیاز برای جابجایی بیماران را کاهش می‌دهد. همچنین احتمال آسیب عضلانی و استخوانی ناشی از بلند کردن بیماران را (در فرد پرستاری کننده از بیمار) کاهش می‌دهد.
نوع دیگری از بالابر بیمار جلیقه ایی، بالابر بیمار سقفی نامیده می‌شود، این نوع بالابر می‌تواند به‌طور دایمی در (زیر سقف) اتاق نصب شده و بدینصورت فضایی در کف اتاق اشغال نکرده و موجب صرفه جویی در فضای (اتاق) می‌گردد.
اشتباه در استفاده از بالابر بیمار ممکن است منجر به صدمات جدی شود و برخی از صدمات ناشی از استفاده نادرست یا عملکرد نادرست بالابر جلیقه ایی منجر به شکایت در دادگاه شده‌است.